# Samuel Barnett (acteur)
Pour les articles homonymes, voir Samuel Barnett (homonymie) et Barnett.
Samuel Barnett est un acteur anglais né le 25 avril 1980.

## Famille et études
Barnett est né et a grandi à Whitby dans le nord de l'Angleterre. Sa mère est descendante de Quakers et son père est d'origine juive polonaise. Barnett quitte sa ville natale à l'âge de 18 ans pour étudier à la London Academy of Music and Dramatic Art.

### Vie privée
Il est en couple avec le metteur en scène Adam Penford.

## Carrière
En 2004, Barnett fait partie de la distribution originale de la pièce The History Boys d'Alan Bennett au Royal National Theatre de Londres. Il y interprète Posner, un lycéen juif amoureux de son ami Dakin (joué par Dominic Cooper). Sa prestation et celle de Cooper sont particulièrement remarquées,.
La pièce connaît un important succès et joue à Broadway, Hong Kong ou encore en Nouvelle-Zélande ; elle remporte plusieurs Tony Awards.
Ce rôle lui permet à de se faire connaître. Il remporte lui-même plusieurs récompenses dont un Drama Desk Awards et des WhatsOnStage Awards. Il reprend son rôle au cinéma en 2006.
En 2012 il participe à la série Twenty Twelve, un faux documentaire sur la préparation des Jeux olympiques d'été de 2012. La même année, il joue au théâtre du Globe dans deux pièces de Shakespeare mises en scène par Mark Rylance : Richard III, dans laquelle il interprète la reine Elizabeth dans un casting exclusivement masculin, et La Nuit des rois, dans le rôle de Sebastian,.
En 2016 et 2017, il tient le rôle titre dans la série de BBC America Dirk Gently, détective holistique, basée sur le personnage de Douglas Adams. La série n'est pas renouvelée après deux saisons.

## Filmographie

### Cinéma

#### Longs métrages
- 2005 : Madame Henderson présente (Mrs. Henderson Presents) de Stephen Frears : Paul
- 2006 : History Boys (The History Boys) de Nicholas Hytner : Posner
- 2009 : Bright Star de Jane Campion : Mr Severn
- 2012 : Love Tomorrow de Christopher Payne : Cal
- 2015 : Jupiter : Le Destin de l'univers (Jupiter Ascending) de Lana et Lilly Wachowski : Bob
- 2015 : The Lady in the Van de Nicholas Hytner : L'acteur au chômage
- 2023 : Lee Miller d'Ellen Kuras : Cecil Beaton

#### Court métrage
- 2020 : The Act de Thomas Hescott : Matthews

### Télévision

#### Séries télévisées
- 2001 : Six Sexy : L'assistant du sex shop
- 2002 : Meurtres à l'anglaise (The Inspector Lynley Mysteries) : Brian Byrne
- 2002 - 2003 : Strange : Doddington
- 2003 : Doctors : Charlie Ambrose
- 2003 : The Royal : Joe Steeples
- 2007 : American Experience : Un camarade de classe de Philip
- 2008 : John Adams : Thomas Adams
- 2008 : Crooked House : Billy
- 2008 - 2009 : Beautiful People : Simon adulte
- 2009 : Desperate Romantics : John Millais
- 2010 : Miss Marple (Agatha Christie's Marple) : Sergent Tiddler
- 2011 : Deux blondes et des chips (Two Pints of Lager and a Packet of Crisps) : Leonard
- 2012 : Twenty Twelve : Daniel Stroud
- 2015 : Vicious : Stuart jeune
- 2015 : Not Safe for Work : Nathaniel
- 2016 : Les Enquêtes de Morse (Endeavour) : Anthony Donn
- 2016 : Penny Dreadful : Renfield
- 2016 - 2017 : Dirk Gently, détective holistique : Dirk Gently
- 2020 : Urban Myths : Brian
- 2021 : The Prince : Douglas / Sebastian (voix)
- 2022 : Murder In Provence : Didier Laurent
- 2022 : Cyberpunk : Edgerunners : Delamain (voix anglaise)
- 2022 : Four Lives : Ryan Edwards

#### Téléfilms
- 2007 : Wilfred Owen : A Remembrance Tale de Louise Hooper : Wilfred Owen
- 2021 : The Amazing Mr Blunden de Mark Gatiss : Mr Smith

### Jeux vidéos
- 2010 : Fable III : Ben / Pinch (voix)
- 2020 : Cyberpunk 2077 : Delamain (voix)
- 2020 : Amnesia : Rebirth : Richard Fairchild (voix)
- 2020 : Xenoblade Chronicles : Definitive Edition : Gael'gar (voix anglaise)
- 2022 : Elden Ring : Corbyn (voix)
- 2022 : The DioField Chronicle : Zevatian Schugel (voix anglaise)